# James Vaughan
James Oliver Vaughan (* 14. Juli 1988 in Birmingham) ist ein englischer Fußballspieler. Der Stürmer hält den Rekord als jüngster Torschütze in der Geschichte der Premier League.

## Sportlicher Werdegang

### Jugendzeit
James Vaughan wuchs in den West Midlands auf und machte sich früh sowohl aufgrund seiner Schnelligkeit als auch durch sein fußballerisches Talent einen Namen. Nachdem er sich bereits im Alter von sechs Jahren dem FC Everton angeschlossen hatte, schoss er als Jugendspieler in der Saison 1998/99 in 29 Spielen 103 Tore und war im Alter von 13 Jahren mit 11,5 Sekunden auf 100 Metern der national Drittschnellste seiner Altersklasse. Unterstützt von seinem Vater Dorrington Vaughan – ein ehemals professioneller Rugbyspieler für die Preston Grasshoppers – zeigte sich der junge James Vaughan auch im Rugbysport als talentiert und spielte unter anderem in der U-14-Auswahlmannschaft der Grafschaft Staffordshire. Die Verantwortlichen des FC Everton drängten anschließend auf eine Richtungsentscheidung des jungen Talents, da sich die anvisierte Aufnahme in die vereinsinterne Akademie nicht mit der Weiterführung des Rugbysports vertrug. Vaughan entschied sich daraufhin schweren Herzens für die Aufgabe seiner Rugbyleidenschaft und konzentrierte sich fortan vollständig auf den Fußball.

### FC Everton
Mit der Jugendmannschaft des FC Everton gewann er im Jahre 2002 den Milk Cup und wurde von seinen Mannschaftskameraden nach Ablauf der Saison 2003/04 zum besten U-16-Spieler gewählt. Durch seine Treffsicherheit in der Spielzeit 2004/05 für die Reservemannschaft weckte er nachhaltig die Aufmerksamkeit des Profitrainers David Moyes, der ihn am 19. Februar 2005 zu einem FA-Cup-Spiel gegen Manchester United erstmals als Ersatzspieler nominierte. Eine Woche später war er erneut Teil des 16-Mann-Kaders für das Spiel gegen Aston Villa, bevor er dann am 10. April 2005 in der 73. Minute gegen Crystal Palace mit einer Einwechslung zu seinem Debüt kam. Damit wurde er mit 16 Jahren und 271 Tagen zum jüngsten jemals beim FC Everton eingesetzten Spieler und unterbot damit die vormalige Marke von Joe Royle um elf Tage. In der 84. Spielminute schrieb er dann weiter Geschichte, als er mit seinem Tor zum 4:0-Endstand zum jüngsten Torschützen in der Geschichte der Premier-League wurde. Damit unterbot er die vorherige Bestmarke von James Milner um 86 Tage und bezogen auf seinen Verein Wayne Rooney um drei weitere Tage – also insgesamt 89.
Im Sommer 2005 unterschrieb Vaughan seinen ersten auf zwei Jahre dotierten Profivertrag. Der als „neuer Rooney“ mit Vorschusslorbeeren versehene Vaughan verletzte sich aber früh in der Saison während eines Länderspiels für die englische U-18-Auswahl an den Bändern des Kniegelenks. Die daraus resultierenden Komplikationen wogen derart schwer, dass sie ihn zu einer langen Pause zwangen. Dadurch konnte er während dieser Spielzeit keinen weiteren Schritt in Richtung Profimannschaft machen und erst am 29. August 2006 kam er in der Reserveauswahl gegen Newcastle United zu seinem Comeback. Nur zwei Wochen später agierte er aber bereits wieder in der englischen U-19-Nationalmannschaft; in dieser Begegnung gegen die Schweiz wurde er in der zweiten Halbzeit eingewechselt und sorgte mit seinem Kopfball zum 3:2-Sieg in der 90. Minute für die Entscheidung.
Während der Saison 2006/07 kam Vaughan ab Ende November 2006 auch in der Liga wieder zum Einsatz und schoss am 3. Dezember 2006 in der 93. Minute gegen West Ham United sein lange erwartetes zweites Tor für Everton. Körperliche Blessuren blieben ihm jedoch weiterhin nicht erspart, wobei ihm vor allem das Spiel gegen die Bolton Wanderers schmerzhaft in Erinnerung blieb. Nach einem Zweikampf mit dem gegnerischen Abdoulaye Meïté riss bei Vaughan eine Arterie am Fuß ein. Dadurch zog er sich zwar letztlich keine dauerhafte Verletzung zu, erlitt dabei aber einen großen Schrecken. Im weiteren Saisonverlauf gelangen Vaughan noch weitere drei Tore, darunter ein Treffer am letzten Spieltag gegen den FC Chelsea an der Stamford Bridge. Zum Ende der Spielzeit verlängerte Vaughan zudem seinen Vertrag beim FC Everton bis zum Sommer des Jahres 2011; außerdem erhielt er die Auszeichnung zum besten Jungprofi in seinem Klub und dazu wurde er von Stuart Pearce in den 23-Mann-Kader für die U-21-Europameisterschaft in den Niederlanden berufen. Dort kam er am 14. Juni 2007 in der U-21-Auswahl Englands beim 2:2 gegen Italien mit einer Einwechslung zu seinem Debüt.
In der Vorbereitung zur Saison 2007/08 blieb Vaughan weiter vom Pech verfolgt, als er sich gegen Preston North End nach einem Zweikampf mit Youl Mawéné eine schwere Schulterverletzung zuzog. Dadurch wurde er zu einer weiteren langen Pause gezwungen und dies frustrierte den jungen Vaughan derart, dass dieser sogar über ein Ende seiner Karriere nachdachte. Zur Saison 2009/10 wechselte er auf Leihbasis zum englischen Zweitligisten Derby County.

### Norwich City
Nach weiteren Leihgeschäften wechselte James Vaughan am 27. Mai 2011 zum Premier-League-Aufsteiger Norwich City und unterschrieb einen Dreijahresvertrag.

### Huddersfield Town
Am 3. Juli 2013 wechselte Vaughan zum Zweitligisten Huddersfield Town, für die er bereits in der Football League Championship 2012/13 auf Leihbasis tätig gewesen war.